# Dorsal Antártico-Americana

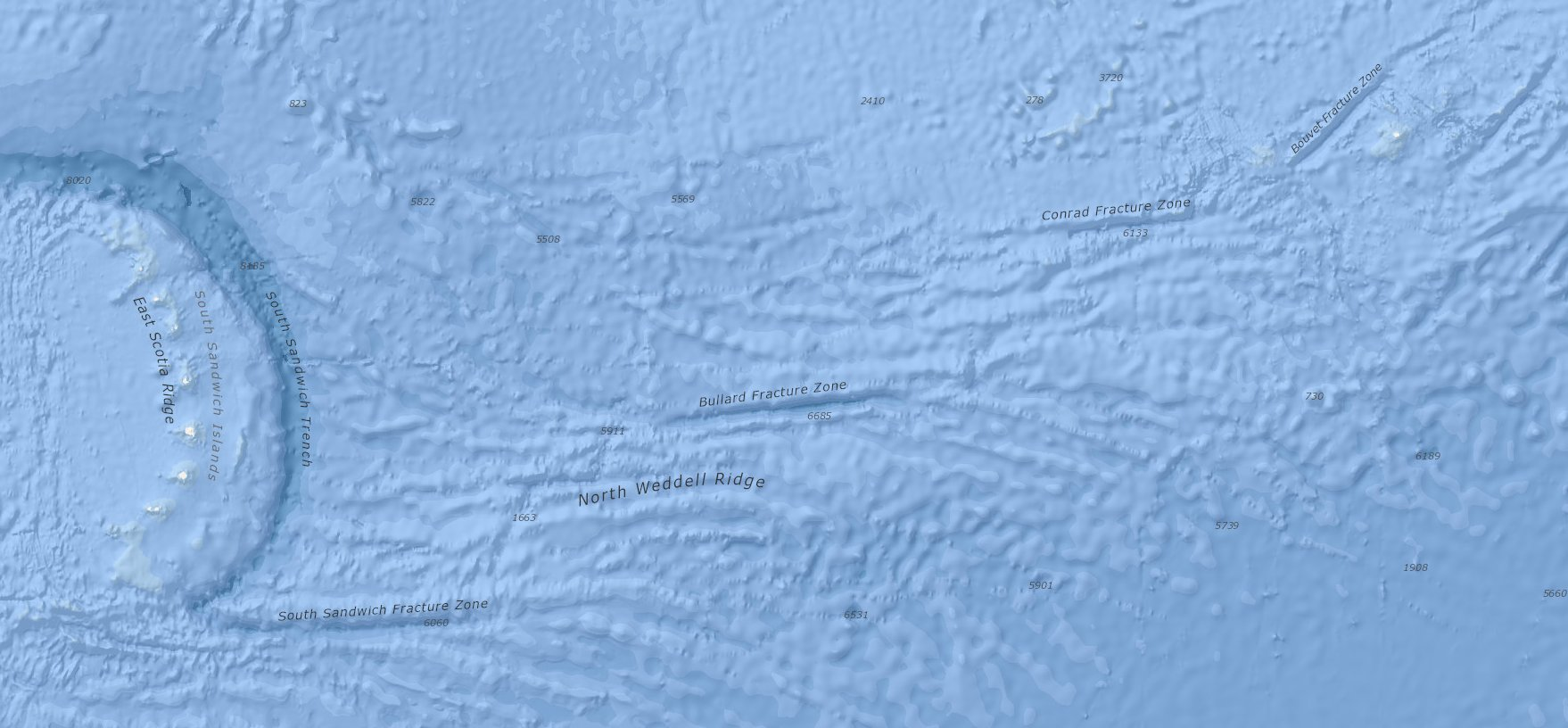
Mapa baltimétrico.

La dorsal Antártico-Americana (AAR, por sus sigla en inglés) es una dorsal mediooceánica formada por el borde divergente entre la placa Sudamericana y la placa Antártica. Se extiende a lo largo del fondo marino desde el Punto triple de Bouvet en el océano Atlántico sur, hacia el Suroeste hasta la falla transformante ubicada al este de las islas Sandwich del Sur.